# ماديسون إسمان
ماديسون إسمان هي ممثلة أمريكية، ولدت في 14 فبراير 1997 في ميرتل بيتش،كارولاينا الجنوبية.